# Mount Vernon (Teksas)
Mount Vernon – miasto w Stanach Zjednoczonych, w stanie Teksas, w hrabstwie Franklin. W 2000 roku liczyło 2 286 mieszkańców.